# Xuân Châu
Xuân Châu là một xã thuộc huyện Xuân Trường, tỉnh Nam Định, Việt Nam.
Xã Xuân Châu có diện tích 6,33 km², dân số năm 1999 là 5935 người, mật độ dân số đạt 938 người/km². Xã có 8 xóm: 1,2,3,4,5,6,7,8, sau năm 2021 gộp lại còn 5 xóm: xóm 1 (xóm 7, xóm 8 cũ), 2 (xóm 1, xóm 2 cũ), xóm 3, xóm 4 , xóm 5(xóm 5, xóm 6 cũ)
Xuân Châu là nơi sản sinh ra nhiều anh hùng dân tộc trong 2 cuộc kháng chiến thần thánh của dân tộc ta